# Яґув
Яґув (пол. Jagów) — село в Польщі, у гміні Пелчиці Хощенського повіту Західнопоморського воєводства.
Населення — 248 осіб (2011).
У 1975-1998 роках село належало до Гожовського воєводства.

## Демографія
Демографічна структура станом на 31 березня 2011 року:
|          | Загалом | Допрацездатний вік | Працездатний вік | Постпрацездатний вік |
| -------- | ------- | ------------------ | ---------------- | -------------------- |
| Чоловіки | 126     | 27                 | 87               | 12                   |
| Жінки    | 122     | 34                 | 61               | 27                   |
| Разом    | 248     | 61                 | 148              | 39                   |